# Eleições legislativas de Israel em 1969
As eleições legislativas de Israel em 1969 foram realizadas a 28 de Outubro e serviram para eleger os 120 membros para a sétima legislatura do Knesset.
Alinhamento, a coligação formada pelo novo Partido Trabalhista (sucessor do Mapai) e pelos socialistas do Mapam, obteve a maior vitória de sempre numas eleições israelitas ao conseguir mais de 46% dos votos e 56 deputados. Esta vitória folgada em muito se explica pelo sucesso tremendo de Israel na Guerra dos Seis Dias.
Após as eleições, foi formado um novo governo de unidade nacional, mas em 1970, Gahal iria se retirar da coligação pela sua oposição a um possível acordo de paz com o Egipto.

## Resultados oficiais
| Partido                                                                       | Partido                         | Votos     | %             | +/-     | Deputados | +/-     |
| ----------------------------------------------------------------------------- | ------------------------------- | --------- | ------------- | ------- | --------- | ------- |
|                                                                               | Alinhamento                     | 632 135   | 46,2 / 100,0  | 5,0     | 56 / 120  | 7       |
|                                                                               | Gahal                           | 296 294   | 21,7 / 100,0  | 0,4     | 26 / 120  | Estável |
|                                                                               | Partido Nacional Religioso      | 133 238   | 9,7 / 100,0   | 0,8     | 12 / 120  | 1       |
|                                                                               | Agudat Israel                   | 44 002    | 3,2 / 100,0   | 0,1     | 4 / 120   | Estável |
|                                                                               | Liberais Independentes          | 43 933    | 3,2 / 100,0   | 0,6     | 4 / 120   | 1       |
|                                                                               | Lista Nacional                  | 42 654    | 3,1 / 100,0   | Novo    | 4 / 120   | Novo    |
|                                                                               | Nova Lista Comunista            | 38 827    | 2,8 / 100,0   | 0,5     | 3 / 120   | Estável |
|                                                                               | Progresso e Desenvolvimento (a) | 28 046    | 2,1 / 100,0   | 0,2     | 2 / 120   | Estável |
|                                                                               | Poalei Agudat Israel            | 24 986    | 1,9 / 100,0   | 0,1     | 2 / 120   | Estável |
|                                                                               | Cooperação e Fraternidade (a)   | 19 943    | 1,4 / 100,0   | 0,1     | 2 / 120   | Estável |
|                                                                               | HaOlam HaZeh – Koah Hadash      | 16 853    | 1,2 / 100,0   | Estável | 2 / 120   | 1       |
|                                                                               | Centro Livre                    | 16 393    | 1,2 / 100,0   | Novo    | 2 / 120   | Novo    |
|                                                                               | Partido Comunista de Israel     | 15 712    | 1,1 / 100,0   | Estável | 1 / 120   | Estável |
|                                                                               | Outros                          | 14 845    | 1,1 / 100,0   |         | 0 / 120   |         |
| Votos Inválidos                                                               | Votos Inválidos                 | 60 238    | 4,2 / 100,0   | 1,1     |           |         |
| Total                                                                         | Total                           | 1 427 981 | 100,0 / 100,0 |         | 120 / 120 |         |
| Eleitorado/Participação                                                       | Eleitorado/Participação         | 1 758 685 | 81,7 / 100,0  | 1,3     |           |         |
| Fonte                                                                         | Fonte                           | [ 2 ]     | [ 2 ]         | [ 2 ]   | [ 2 ]     | [ 2 ]   |
| (a) Partidos satélites do Alinhamento, que representavam os Árabes Israelitas |                                 |           |               |         |           |         |